# Desa Pasanggrahan (administrativ by i Indonesien, Jawa Barat, lat -6,59, long 107,33)
Desa Pasanggrahan är en administrativ by i Indonesien.   Den ligger i provinsen Jawa Barat, i den västra delen av landet, 70 km sydost om huvudstaden Jakarta. Desa Pasanggrahan ligger vid sjön Waduk Jatiluhur.